# Campeonato da Melanésia de Atletismo de 2005
O Campeonato da Melanésia de Atletismo de 2005 foi a 3ª edição da competição organizada pela Associação de Atletismo da Oceania entre os dias 22 de Abril a 24 de abril de 2005. O evento foi realizado em conjunto com o Campeonato Nacional de Atletismo de Papua Nova Guiné, no Estádio Sir Ignatius Kilage, em Lae, na Papua-Nova Guiné. Com um total de 31 provas (18 masculino e 13 feminino), teve como destaque o país anfitrião com 55 medalhas sendo 17 de ouro. 

## Medalhistas
Os vencedores das provas e seus resultados foram publicados na página da Athletics Weekly.  Resultados completos podem ser encontrados na página Athletics Papua New Guinea. 

### Masculino
| Evento                      | Ouro                                                                               | Ouro     | Prata                                                                              | Prata    | Bronze                                                                            | Bronze   |
| --------------------------- | ---------------------------------------------------------------------------------- | -------- | ---------------------------------------------------------------------------------- | -------- | --------------------------------------------------------------------------------- | -------- |
| 100 metros                  | Otis Gowa · Austrália                                                              | 10.81    | Wally Kirika · Papua-Nova Guiné                                                    | 10.87    | Anton Lui · Papua-Nova Guiné                                                      | 11.05    |
| 200 metros                  | Otis Gowa · Austrália                                                              | 21.94    | Waisea Finau · Fiji                                                                | 22.10    | Fabian Nuilai · Papua-Nova Guiné                                                  | 22.45    |
| 400 metros                  | Waisea Finau · Fiji                                                                | 48.98    | Fabian Nuilai · Papua-Nova Guiné                                                   | 49.22    | Peter Tuccandidgee · Austrália                                                    | 49.43    |
| 800 metros                  | Isireli Naikelekelevesi · Fiji                                                     | 1:53.5   | Chris Bais · Papua-Nova Guiné                                                      | 1:53.9   | Joe Sipo · Papua-Nova Guiné                                                       | 1:55.2   |
| 1 500 metros                | Isireli Naikelekelevesi · Fiji                                                     | 4:08.47  | Russel Hasu · Papua-Nova Guiné                                                     | 4:09.04  | Joe Sipo · Papua-Nova Guiné                                                       | 4:09.24  |
| 5 000 metros                | Sapolai Yao · Papua-Nova Guiné                                                     | 16:00.29 | Rodney Gabirongo · Ilhas Salomão                                                   | 17:21.60 | Skene Kiage · Papua-Nova Guiné                                                    | 18:05.86 |
| 10 000 metros               | Sapolai Yao · Papua-Nova Guiné                                                     | 34:25.10 | Chris Votu · Ilhas Salomão                                                         | 36:09.10 | Aimo Marave · Papua-Nova Guiné                                                    | 40:09.20 |
| 110 metros barreiras        | Ivan Wakit · Papua-Nova Guiné                                                      | 16.71    | Diat Passinghan · Papua-Nova Guiné                                                 | 17.80    | Jack Iroga · Ilhas Salomão                                                        | 21.01    |
| 400 metros barreiras        | John Wainiqolo · Fiji                                                              | 54.87    | Ivan Wakit · Papua-Nova Guiné                                                      | 54.97    | Diat Passinghan · Papua-Nova Guiné                                                | 62.61    |
| 3.000 metros com obstáculos | Sapolai Yao · Papua-Nova Guiné                                                     | 9:50.5   | Rodney Gabirongo · Ilhas Salomão                                                   | 10:13.5  | Russel Hasu · Papua-Nova Guiné                                                    | 10:16.4  |
| 4×100 metros estafetas      | Papua-Nova Guiné · Wally Kirika · Anton Lui · Edward Buidal · Emmanuel Jarim       | 41.69    | Fiji · Waisea Finau · Isireli Naikelekelevesi · Eroni Tuivanuavou · John Wainiqolo | 41.94    | Ilhas Salomão · Jack Iroga · Nelson Kabitana · Francis Manioru · Wycliff Osoa     | 42.68    |
| 4×400 metros etafetas       | Fiji · Waisea Finau · Isireli Naikelekelevesi · Eroni Tuivanuavou · John Wainiqolo | 3:17.40  | Ilhas Salomão · William Taloga · Jonah Hone · Wycliff Osoa · Nelson Kabitana       | 3:25.97  | Vanuatu · Jean Marie Nikau · Rinnie Tarie Thomas · Jean Yves Kakasi · Sam Kaiapam | 3:30.25  |
| Salto em altura             | Hapo Maliaki · Papua-Nova GuinéRajendra Prasad · Fiji                              | 2.00m    |                                                                                    |          | Sandy Katusele · Papua-Nova Guiné                                                 | 1.85m    |
| Salto em comprimento        | Eroni Tuivanuavou · Fiji                                                           | 7.07m    | Sandy Katusele · Papua-Nova Guiné                                                  | 6.52m    | Timon George · Papua-Nova Guiné                                                   | 6.30m    |
| Salto triplo                | Sandy Katusele · Papua-Nova Guiné                                                  | 13.61m   | Noel Tamtu · Papua-Nova Guiné                                                      | 13.14m   | Timon George · Papua-Nova Guiné                                                   | 12.52m   |
| Arremesso de peso           | Iosefo Vuloaloa · Fiji                                                             | 13.58m   | Chris Johns · Papua-Nova Guiné                                                     | 10.10m   |                                                                                   |          |
| Lançamento de disco         | Iosefo Vuloaloa · Fiji                                                             | 36.42m   | Jack Iroga · Ilhas Salomão                                                         | 24.87m   | Chris Johns · Papua-Nova Guiné                                                    | 21.32m   |
| Lançamento do dardo         | Iosefo Vuloaloa · Fiji                                                             | 57.40    | Simon Benari · Papua-Nova Guiné                                                    | 54.16    | Chris Johns · Papua-Nova Guiné                                                    | 45.16    |

### Feminino
| Evento                 | Ouro                                                                               | Ouro    | Prata                                   | Prata   | Bronze                            | Bronze  |
| ---------------------- | ---------------------------------------------------------------------------------- | ------- | --------------------------------------- | ------- | --------------------------------- | ------- |
| 100 metros             | Mae Koime · Papua-Nova Guiné                                                       | 11.96   | Toea Wisil · Papua-Nova Guiné           | 12.42   | Litiana Miller · Fiji             | 12.64   |
| 200 metros             | Mae Koime · Papua-Nova Guiné                                                       | 24.99   | Toea Wisil · Papua-Nova Guiné           | 25.70   | Ulamila Racule · Fiji             | 26.07   |
| 400 metros             | Mae Koime · Papua-Nova Guiné                                                       | 56.52   | Toea Wisil · Papua-Nova Guiné           | 57.28   | Maria Kaupa · Papua-Nova Guiné    | 58.05   |
| 800 metros             | Salome Dell · Papua-Nova Guiné                                                     | 2:20.0  | Cecilia Kumalalamene · Papua-Nova Guiné | 2:21.9  | Miriam Goiye · Papua-Nova Guiné   | 2:23.9  |
| 1 500 metros           | Salome Dell · Papua-Nova Guiné                                                     | 5:05.97 | Miriam Goiye · Papua-Nova Guiné         | 5:12.68 | Merolyn Auga · Papua-Nova Guiné   | 5:14.45 |
| 400 metros barreiras   | Ledua Baker · Fiji                                                                 | 69.33   |                                         |         |                                   |         |
| 4×100 metros estafetas | Papua-Nova Guiné A · Joyline Nason · Mae Koime · Jancinta Lange · Toea Wisil       | 49.04   | Papua-Nova Guiné B                      | 51.31   | Papua-Nova Guiné · Lae Team       | 51.32   |
| 4×400 metros estafetas | Papua-Nova Guiné A · Maria Kaupa · Toea Wisil · Salome Dell · Cecelia Kumalalamene | 3:57.01 | Papua-Nova Guiné · Simbu Team           | 4:01.85 | Papua-Nova Guiné B                | 4:11.54 |
| Salto em comprimento   | Soko Salaqiqi · Fiji                                                               | 5.38m   | Serah Dowara · Papua-Nova Guiné         | 4.62m   | Rachel Surab · Papua-Nova Guiné   | 4.51m   |
| Salto triplo           | Soko Salaqiqi · Fiji                                                               | 11.48m  | Betty Burua · Papua-Nova Guiné          | 11.00m  | Rachel Surab · Papua-Nova Guiné   | 9.72m   |
| Arremesso de peso      | Winnifred Gela · Papua-Nova Guiné                                                  | 9.20m   | Maggie George · Papua-Nova Guiné        | 8.51m   | Elizabeth Gaobata · Ilhas Salomão | 7.83m   |
| Lançamento de disco    | Winnifred Gela · Papua-Nova Guiné                                                  | 18.42m  | Maggie George · Papua-Nova Guiné        | 18.39m  |                                   |         |
| Lançamento do dardo    | Anike Gibson · Papua-Nova Guiné                                                    | 19.63m  | Maggie George · Papua-Nova Guiné        | 17.60m  |                                   |         |

## Quadro de medalhas (não oficial)
| Ordem | País             | Medalha de ouro | Medalha de prata | Medalha de bronze | Total |
| ----- | ---------------- | --------------- | ---------------- | ----------------- | ----- |
| 1     | Papua-Nova Guiné | 17              | 20               | 18                | 55    |
| 2     | Fiji             | 13              | 2                | 2                 | 17    |
| 3     | Austrália        | 2               | 0                | 1                 | 3     |
| 4     | Ilhas Salomão    | 0               | 5                | 3                 | 8     |
| 5     | Vanuatu          | 0               | 0                | 1                 | 1     |
| Total | Total            | 32              | 27               | 25                | 84    |

Legenda
| Recorde mundial       | Recorde mundial (World record)               |                       | Recorde africano                      | Recorde africano (African) |                                           | Q | Classificado por posição (Qualified) |
| Recorde do campeonato | Recorde do campeonato (Championship record)  | Recorde da América    | Recorde da América (Americas)         | q                          | Classificado por melhor tempo (Qualified) |   |                                      |
| Melhor marca do ano   | Melhor marca do ano (World leading)          | Recorde asiático      | Recorde asiático (Asian)              | DNS                        | Não largou (Did not start)                |   |                                      |
| Recorde nacional      | Recorde nacional (National record)           | Recorde europeu       | Recorde europeu (European)            | DNF                        | Não terminou (Did not finish)             |   |                                      |
| Recorde pessoal       | Recorde pessoal do atleta (Personal best)    | Recorde da Oceania    | Recorde da Oceania (Oceania)          | DSQ / DQ                   | Desclassificado (Disqualified)            |   |                                      |
| Recorde da temporada  | Recorde da temporada do atleta (Season best) | Recorde sul-americano | Recorde sul-americano (South America) | NM                         | Sem marca (No mark)                       |   |                                      |